# Krybeklokke
Krybe-Klokke (Campanula portenschlagiana) er en art af blomstrende planter i klokke-slægten, som er hjemmehørende i de Dalmatiske bjerge i Kroatien. Det er en lavtvoksende stedsegrønne staude med lilla blomster om sommeren.
Planten er omkring 10 cm høj og 30-50 cm bred med hjerteformede blade. Blomsterne er lilla til blå, tragtformede og har fem kronblade. Blomster kan bestøves af biller, fluer, bier og sommerfugle, men er også i stand til at selv-bestøve.

## Dyrkning og anvendelse
Krybe-klokker vokser bedst i drænet jord, så de er velegnet som bunddække i blomsterbede i sol, eller delvis skygge. Givet passende betingelser, vil de hurtigt kolonisere revner og sprækker i fortove og asfalt.